# Цинциннаті Бенгалс
«Цинцинна́ті Бе́нґалс» (англ. Cincinnati Bengals) заснована у 1968 професійна команда з американського футболу розташована в місті Цинциннаті в штаті Огайо.  Команда — член Північного дивізіону Американської футбольної конференції Національної футбольної ліги. 
Домашнім полем для «Бенґалс» є Стадіон імені Паль Брауна в Цинциннаті, Огайо.
До приєднання до Національної футбольної ліги в 1970 «Бенґалс» 
належали до Американської футбольної ліги.
«Банґалс» досі не виграли жодного Суперболу (чемпіонату НФЛ) (англ. AFC-NFC Super Bowl).